# Autotechnische Vertriebs- und Organisationsgesellschaft
Die Autotechnische Vertriebs- und Organisationsgesellschaft (AVOG) war ein in Bühlertal ansässiges Unternehmen, die vor allem Kfz-Zubehörteile herstellte.

## Geschichte
1930 erwarb Otto Mühlschlegel die Stuttgarter Autotechnikvertriebs- und Organisationsgesellschaft (kurz AVOG). 1938 erfolgte der Kauf der ehemaligen Engelsmühle und der Umzug nach Bühlertal. Im Herbst 1939 wurde das Fabrikgebäude beschlagnahmt und dort eine Bäckereikompanie untergebracht. Später wurde ein Arbeitsdienstlager eingerichtet. Man stellte kriegswichtige militärische Erzeugnisse her. Die Mitarbeiterzahl stieg bis 1943 auf etwa 1.000. Unter den Arbeitskräften waren auch etwa 200 russische Zwangsarbeiter.
Im Juli 1945 wurde in Bühlertal die Produktion wieder aufgenommen. Zunächst wurden hauswirtschaftliche Maschinen repariert. Aus Restbeständen und Abfallmaterial entstanden neue Produkte. Man fertigte Motorschutzkappen, Schuheisen, Aschenbecher, Gebäckschalen und Tischlampen. Auch Dosen für kosmetische Präparate, Kartoffelschäler und Tabakschneidemaschinen stellte die AVOG in dieser Zeit her. Langsam kamen wieder Aufträge, so erteilte die Firma Pfaff 1947 den Auftrag zur Lieferung von Nähmaschinenmotoren. Nach der Währungsreform 1948 wurde auch wieder mit der Fertigung von Kfz-Zubehör begonnen. Elektrisch beheizte Frostschutzscheiben, Kleinmotoren für Wagenheizungen und Scheibenwischer wurden produziert. 1956 begann man mit der Fertigung neuer Elektrogeräte wie Heizlüfter und Haarschneidemaschinen. Die Mitarbeiterzahl stieg auf über 1.500.
Als Zulieferer für andere Unternehmen gewann die Fertigung von Kleinmotoren immer mehr an Bedeutung. Dieser Bereich wurde deshalb aus dem Kerngeschäft ausgelagert und die Tochtergesellschaft Elektromotorenbau GmbH Bühlertal (EMB, später in EMOB umbenannt) gegründet. 1964 endete die Firmengeschichte durch Übernahme beider Firmen durch die Robert Bosch GmbH in Stuttgart. Der BOSCH-Standort Bühlertal hat sich seither kontinuierlich entwickelt. Nahezu 1.000 Arbeitsplätze sind im High-Tech-Zentrum Bühlertal vorhanden. Innovationsschwerpunkt ist noch immer der Elektromotor.